# Barleria polhillii
Barleria polhillii är en akantusväxtart. Barleria polhillii ingår i släktet Barleria och familjen akantusväxter.

## Underarter
Arten delas in i följande underarter:
- B. p. latiloba
- B. p. nidus-avis
- B. p. polhillii
- B. p. turkanae